# باغبان اردبیلی
بانو باغبان اردبیلی. شاعر وعارف قرن هشتم-متولد اردبیل
وی اهل اردبیل بود. او مرید شیخ صفی‌الدین اردبیلی (۷۳۵ ق) بود. روزی به خاطرش افتاد که شیخ یادی از او نمی‌کند. شعری به زبان آذری سرود که معنای آن چنین است:

## شعر به زبان آذری
این شعر به زبان آذری قرن هفتم وهشتم که در اردبیل رواج داشت سروده شده‌است.
| دیره کین سربه سودای ته گیجی |  | دیره کین چش چو خونین اسره ریجی |

| دیره سرباستانه اچ ته دارم |  | خود نواجی کووربختی چوکیجی |

### معنی به فارسی
| دیرگاهی است که این سرباسودای تو گیج است |  | دیرگاهی است که این چشم اشک خونین می‌ریزد |

| دیرگاهی است که سربه آستانه تو دارم |  | خود نمی‌گویی که بدبخت چه کسی هستی |

«دیرگاهی است که این سر با سودای تو گیج است، دیرگاهی است که این چشم اشک خونین می‌ریزد، خود نمی‌گویی که بدبخت چه کسی هستی؟» این شعر را با مقداری سبزی و تره توسط پسرش به حضور شیخ فرستاد. شیخ پس از خواندن این شعر به او گفت: من چطور به مادرت علاقه داشته و یادی از او نمایم در صورتی که او سبزی و تره را وزن نکرده می‌فروشد؟